# Phanodermopsis conicauda
Phanodermopsis conicauda is een rondwormensoort uit de familie van de Phanodermatidae.